# Дюссельдорф-Виттлар
Виттлар (нем. Wittlaer) — один из 50-ти административных районов Дюссельдорфа (Северный Рейн-Вестфалия, Германия), расположенный в северной части города (на северо-западе округа 05).

## Положение
Географическое положение относительно выгодное. В районе нет оживлённых автомагистралей, за исключением дороги номер 8, соединяющей Дюссельдорф и Дуйсбург. Здесь отсутствуют железные дороги, за исключением линии метротрама U79. Западной границей района на значительном протяжении является Рейн, но здесь нет ни одного причала.
Виттлар граничит со следующими районами Дюссельдорфа: Кайзерверт, Калькум и Ангермунд. На севере у Виттлара общая граница с Дуйсбургом.

## Общая характеристика
Виттлар относится к числу экономически малоактивных районов города. Здесь отсутствуют промышленные предприятия и крупные торговые заведения. Виттлар — один из самых престижных спальных районов Дюссельдорфа, состоящий из частных малоэтажных жилых домов и вилл, расположенных вдоль Рейна. Здесь живут хорошо обеспеченные горожане. Большую часть территории занимают фермерские сельскохозяйственные угодья.

## Улицы
Всего в Виттларе насчитывается 46 улиц разных типов. Главной считается улица Бокумер (Bockumerstraße), соединяющая все составные части Виттлара в единое целое (в том числе бывшую деревню Бокум) и тянущаяся вдоль Рейна на небольшом удалении. Многие улицы сохранили свой старый деревенский статус, называясь «дорогами» (Weg). Таких улиц в Виттларе насчитывается 14. Одна улица даже называется «тропой» (Roßpfad).
Несколько улиц говорят своими названиями о водных объектах территории (Am Damm, Am Schwarzbach, Zur Schwarzbachmündung, Talweg, Rheinweg, Rheinuferweg).
Часть улиц названы в честь церковных сооружений: Am St. Remigius, Pastoratsweg, Vikarienweg, Wittlaer Kirchweg. О близости к границе Дюссельдорфа напоминает улица Пограничная (Grenzweg).

## Достопримечательности
- Берег реки Рейн со старой береговой милей. Вдоль него проложена велосипедная дорожка и всегда много туристов.
- Католическая церковь Св. Ремигия
- Старинный центр Виттлара